# Яровой, Михаил Саввич
Михаи́л Са́ввич Ярово́й (15 декабря 1925, село Садки, Могилёв-Подольский район, Винницкая область, УССР, СССР — 19 июля 2007, Костанай, Казахстан) — Герой Социалистического Труда, полный кавалер ордена Славы, Заслуженный работник сельского хозяйства Казахской ССР, участник Великой Отечественной войны.
Яровой — один из 8 полных кавалеров ордена Славы, также удостоенных звания Героя Социалистического Труда.

## Биография
Родился в крестьянской семье. Окончил 5 классов трудился в колхозе.
После войны работал трактористом в родном селе. В 1954 году по путёвке обкома комсомола отправился распахивать казахстанскую целину.
В апреле 1971 года Яровому было присвоено звание Героя Социалистического Труда «за выдающиеся успехи, достигнутые в развитии сельскохозяйственного производства и выполнение пятилетнего плана продажи государству продуктов земледелия и животноводства».
Вплоть до 2000 года работал в Костанайском сельскохозяйственном институте. В 1995 году в Москве принимал участие в Параде, посвящённому 50-летию Победы.
Умер 19 июля 2007 года, похоронен в Костанае.

## Награды
- Указом Президиума Верховного Совета СССР от 8 апреля 1971 года «за выдающиеся успехи, достигнутые в развитии сельскохозяйственного производства и выполнение пятилетнего плана продажи государству продуктов земледелия и животноводства», трактористу совхоза «Борковский» Боровского района Кустанайской области Яровому Михаилу Саввичу присвоено звание Героя Социалистического Труда с вручением ордена Ленина и золотой медали «Серп и Молот».
- Указом Президиума Верховного Совета Казахской ССР от 21 мая 1970 года присвоено почётное звание Заслуженный работник сельского хозяйства Казахской ССР.
- Орден Ленина — дважды
- Орден Отечественной войны 1-й степени
- Орден Славы 1-й, 2-й и 3-й степеней
- Медаль «За победу над Германией в Великой Отечественной войне 1941—1945 гг.»
- Юбилейная медаль «Тридцать лет Победы в Великой Отечественной войне 1941—1945 гг.»
- Медаль «Сорок лет Победы в Великой Отечественной войне 1941—1945 гг.»
- Юбилейная медаль «50 лет Победы в Великой Отечественной войне 1941—1945 гг.»
- Медаль «60 лет Победы в Великой Отечественной войне 1941—1945 гг.»
- Медаль «50 лет Вооружённых Сил СССР»
- Медаль «60 лет Вооружённых Сил СССР»
- Медаль «70 лет Вооружённых Сил СССР»
- Медаль Жукова
- Медаль «За освоение целинных земель»
- Медаль «В ознаменование 100-летия со дня рождения Владимира Ильича Ленина»
- Медаль «50 лет Целине»

### Даты указов о награждении орденами Славы
- 3-я степень — 20 сентября 1944 (орден № 211 735)
- 2-я степень — 11 мая 1945 (орден № 13 388)
- 1-я степень — 15 мая 1946 (орден № 1 673)